# Österreichische Gesellschaft für Geschlechterforschung
Die Österreichische Gesellschaft für Geschlechterforschung (ÖGGF) ist ein wissenschaftlicher Zusammenschluss für das Gebiet der Geschlechterforschung mit Sitz in Wien. Gegründet wurde sie 2012 in Salzburg.

## Gründung, Ziele, Aktivitäten
Die Österreichische Gesellschaft für Geschlechterforschung (ÖGGF) ist ein gemeinnütziger Verein, der sich am 23. November 2012 im Rahmen einer Gründungsversammlung in Salzburg formierte und seinen Sitz in Wien hat. Die Gesellschaft fördert die Verankerung und Weiterentwicklung von Geschlechterforschung in ihrer gesamten Breite, sowohl im universitären als auch im außeruniversitären (z. B. künstlerischen) Bereich in Österreich. Ihr Ziel ist es, Gender Studies als festen Bestandteil von Forschung und Lehre an den österreichischen Universitäten zu etablieren. Nachwuchsförderung, u. a. in Form von Projektförderungen und Preisen, ist ein zentrales Anliegen der ÖGGF. Außerdem fungiert sie als Sprachorgan der Geschlechterforschung in den relevanten hochschul- und wissenschaftspolitischen Gremien sowie in der Öffentlichkeit.
Ein zentrales Anliegen der ÖGGF ist die Vernetzung aller im Bereich der Gender Studies Tätigen. In verschiedenen Arbeitsgruppen finden Diskussionen zu genderbezogenen Themen und Schwerpunkten, wie der Qualitätsdiskussion in den Gender Studies, Gender und Technik, der Situation des akademischen Nachwuchses, nichtbinärer Geschlechtsidentität, Gender und Postkolonialismus, Gender und Musik/Tanz/Theater/Film, statt.
Darüber hinaus veranstaltet die ÖGGF seit 2013 jedes Jahr eine wissenschaftliche Tagung mit wechselnden Schwerpunktthemen. 2017 fand an der Universität zu Köln die erste D-A-CH Konferenz „Aktuelle Herausforderungen der Geschlechterforschung“ statt, die gemeinsam mit der Fachgesellschaft Geschlechterstudien (Deutschland) und der Schweizer Gesellschaft für Geschlechterforschung (SGGF) organisiert wurde. Ausgewählte Vorträge erschienen im Open Gender Journal und im Sammelband Aktuelle Herausforderungen der Geschlechterforschung (2019). 2021 initiierte die ÖGGF die Veranstaltungsreihe „Visionen guter Arbeit in der Wissenschaft für alle“, die in Workshops und Podiumsdiskussionen die prekären Arbeitssituationen von in der Wissenschaft tätigen Personen thematisierte.
Der Vorstand der ÖGGF wird im Zweijahrestakt neu gewählt, er besteht laut den Vereinsstatuten aus mindestens fünf und maximal sieben Vereinsmitgliedern.

## Veranstaltungen

### Jahrestagungen
- 2013: „Konstrukt Geschlecht. Disziplinär / Interdisziplinär / Transdisziplinär“, mit Keynotes von Sabine Hark und Carola Dertnig, Akademie der Bildenden Künste Wien[8]
- 2014: „De/Stabilisierungen. Theorie / Transfer / Selbst / Gesellschaft“, mit Keynotes von Isabell Lorey, Libora Oates-Indruchová und María do Mar Castro Varela, Meerscheinschlössl, Graz[9]
- 2015: „Kritik der Repräsentation. Geschlechterimaginäres im Wandel visueller Kulturen“, Universität Klagenfurt[10]
- 2016: „Un/Gleichheiten revisited. Konzeptionen und Interventionen kritischer Geschlechterforschung“, mit Keynotes von Stephanie Seguino und Nikita Dhawan, JKU Linz[11]
- 2017: „Aktuelle Herausforderungen der Geschlechterforschung“ – D-A-CH-Tagung mit der Fachgesellschaft Geschlechterstudien (Deutschland) und der Schweizer Gesellschaft für Geschlechterforschung (SGGF), mit Keynotes von Rosalva Aída Hernández, Lucy Suchman und Almira Ousmanova, Universität zu Köln[12]
- 2018: „Wissenskulturen und Diversität. Positionen / Diffraktionen / Partizipationen“, Universität für Musik und darstellende Kunst Wien[13]
- 2019: „Geschlecht und Geschlechterverhältnisse in Transformation. Räume / Relationen / Repräsentationen“, mit Keynotes von Stevie Meriel Schmiedel und Suhraiya Jivraj, Leopold-Franzens-Universität Innsbruck[14]
- 2021: „Ambivalente Un_Sichtbarkeiten“, mit einer Keynote von Belinda Kazeem-Kamiński, Universität Wien, Online-Tagung[15]

### Weitere Veranstaltungen
- Hochschulpolitische Gespräche, 2015/16[16]
- Erste Verleihung der ÖGGF-Preise[17], Keynote von Sharon Dodua Otoo: „Wie ein Spiegel: Was Schwarze Feminist*innen uns zeigen (können)“, 2020[18]
- Veranstaltungsreihe „Visionen guter Arbeit in der Wissenschaft für alle“, 2021[19]

## Veröffentlichung
- Julia Scholz, Susanne Völker, Elisabeth Tuider (Hrsg.): Aktuelle Herausforderungen der Geschlechterforschung: Beiträge zur ersten gemeinsamen internationalen Konferenz der Fachgesellschaften für Geschlechterforschung/-studien aus Deutschland, Österreich und der Schweiz. Köln 2019, doi:10.25595/1356.